# Orthochtha brachycnemis
Orthochtha brachycnemis är en insektsart som beskrevs av Karsch 1893. Orthochtha brachycnemis ingår i släktet Orthochtha och familjen gräshoppor.

## Underarter
Arten delas in i följande underarter:
- O. b. brachycnemis
- O. b. ottei

## Bildgalleri

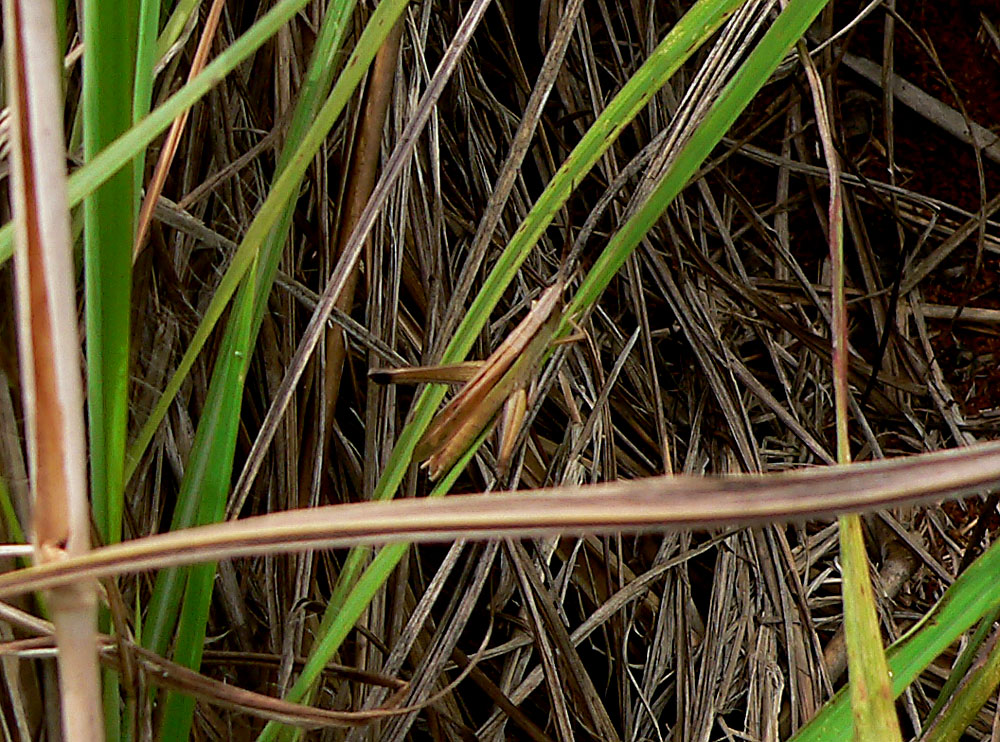
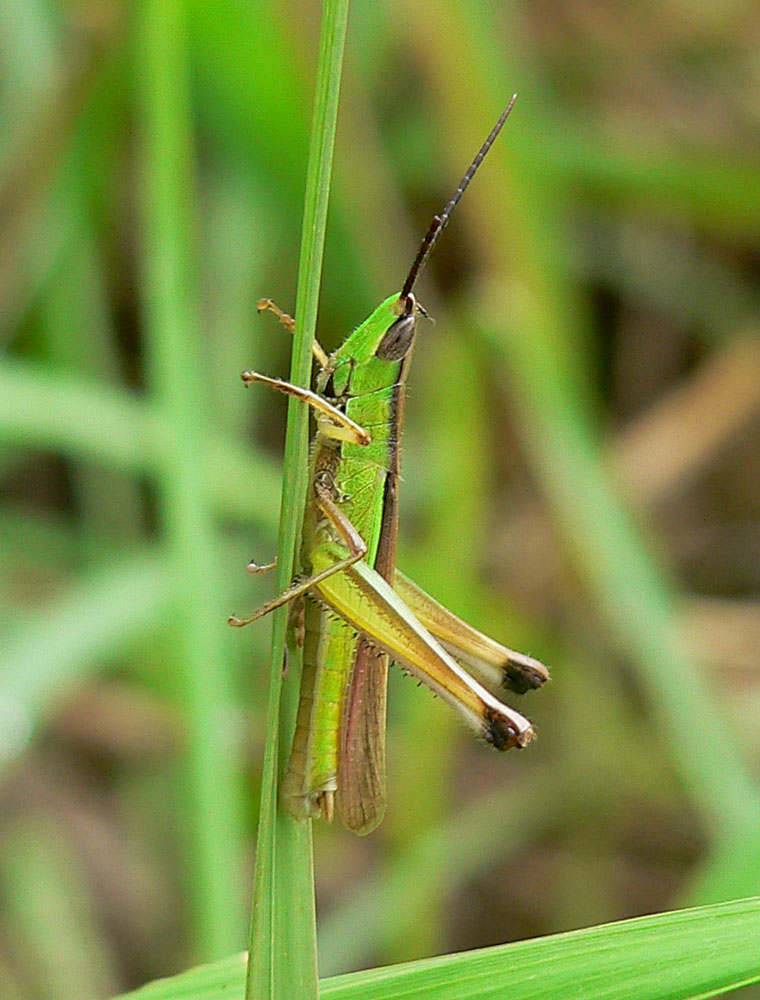